# Tapp (biologi)

Absorbans av syncellernas olika pigment som funktion av våglängd; S, M och L är kurvorna för de tre typer av tappar, R är för stavarna.

Tappar betecknar den ena av de två typerna av synceller i näthinnan hos ryggradsdjur. I motsats till stavarna är de känsliga inte bara för ljusstrålningens intensitet utan också för dess frekvens, och gör alltså att hjärnan kan uppfatta färg. Tapparna är av tre slag, med sitt ljuskänslighetsmaximum i det violetta, gröna respektive gula frekvensområdet. De tre olika tapparna är rött, grönt och blått.